# Partido da Esquerda (Suécia)
O Partido da Esquerda (Vänsterpartiet, V) é um partido político socialista da Suécia, fundado em 1917. O partido foi fundado após uma cisão do Partido Social-Democrata, da ala do partido que escolhia a via revolucionária e não parlamentar, apoiando a Revolução de Outubro, e pretendendo entrar no Comintern.
A ideologia do partido acentua a importância do estado e do setor público nas áreas da segurança social, escola e saúde, assim como uma maior tributação dos altos rendimentos e do capital, para além de políticas feministas e ambientais.
Após as eleições parlamentares de 2014, o Partido de Esquerda decide apoiar o governo minoritário dos social-democratas aliados aos Verdes, mas na condição de que o governo reverta as privatizações. O partido também propõe uma proibição dos lucros nos setores de saúde e educação para empresas privadas que dependem diretamente de fundos públicos. Em 2018, Jonas Sjöstedt, presidente do Partido de Esquerda, criticou a ambivalência dos social-democratas: "Em sua corrida pelo poder, eles perseguem uma política que incorpora uma nova gestão pública. Eles favorecem o crescente domínio do mercado." O Partido de Esquerda renunciará a seu apoio ao governo em junho de 2021, seguindo o plano do governo de flexibilizar as regras sobre o controle de aluguéis.
O presidente do partido é Nooshi Dadgostar (2020-).
O partido tem 1 assento no Parlamento Europeu.

## Nomes
- Partido da Esquerda Social-Democrata da Suécia (Sverges socialdemokratiska vänsterparti, SSV; 1917-1921)
- Partido Comunista da Suécia (Sverges kommunistiska parti, SKP; 1921-1967)
- Partido da Esquerda-Comunistas (Vänsterpartiet kommunisterna, VPK; 1967-1990)
- Partido da Esquerda (Vänsterpartiet, V; 1990-actualidade)

## Resultados Eleitorais

### Eleições legislativas
| Data | CI. | Votos   | %            | +/-     | Deputados | +/-     | Status   |
| ---- | --- | ------- | ------------ | ------- | --------- | ------- | -------- |
| 1917 | 4.º | 59 243  | 8,0 / 100,0  |         | 11 / 230  |         | Oposição |
| 1920 | 5.º | 42 056  | 6,4 / 100,0  | 1,6     | 7 / 230   | 4       | Oposição |
| 1921 | 5.º | 80 355  | 4,6 / 100,0  | 1,8     | 7 / 230   | Estável | Oposição |
| 1924 | 6.º | 63 301  | 3,6 / 100,0  | 1,0     | 4 / 230   | 3       | Oposição |
| 1928 | 5.º | 151 567 | 6,4 / 100,0  | 2,8     | 8 / 230   | 4       | Oposição |
| 1932 | 6.º | 74 245  | 3,0 / 100,0  | 3,4     | 2 / 230   | 6       | Oposição |
| 1936 | 6.º | 96 519  | 3,3 / 100,0  | 0,3     | 5 / 230   | 3       | Oposição |
| 1940 | 5.º | 101 424 | 3,5 / 100,0  | 0,2     | 3 / 230   | 2       | Oposição |
| 1944 | 5.º | 318 466 | 10,3 / 100,0 | 6,8     | 15 / 230  | 12      | Oposição |
| 1948 | 5.º | 244 826 | 6,3 / 100,0  | 4,0     | 8 / 230   | 7       | Oposição |
| 1952 | 5.º | 164 194 | 4,3 / 100,0  | 2,0     | 5 / 230   | 3       | Oposição |
| 1956 | 5.º | 194 016 | 5,0 / 100,0  | 0,7     | 6 / 231   | 1       | Oposição |
| 1958 | 5.º | 129 319 | 3,4 / 100,0  | 1,6     | 5 / 231   | 1       | Oposição |
| 1960 | 5.º | 190 560 | 4,5 / 100,0  | 1,1     | 5 / 232   | Estável | Oposição |
| 1964 | 5.º | 221 746 | 5,2 / 100,0  | 0,7     | 8 / 233   | 3       | Oposição |
| 1968 | 5.º | 145 172 | 3,0 / 100,0  | 2,2     | 3 / 233   | 5       | Oposição |
| 1970 | 5.º | 236 659 | 4,8 / 100,0  | 1,8     | 17 / 350  | 14      | Oposição |
| 1973 | 5.º | 274 929 | 5,3 / 100,0  | 0,5     | 19 / 350  | 2       | Oposição |
| 1976 | 5.º | 258 432 | 4,8 / 100,0  | 0,5     | 17 / 349  | 2       | Oposição |
| 1979 | 5.º | 305 420 | 5,6 / 100,0  | 0,8     | 20 / 349  | 3       | Oposição |
| 1982 | 5.º | 308 899 | 5,6 / 100,0  | Estável | 20 / 349  | Estável | Oposição |
| 1985 | 5.º | 298 419 | 5,4 / 100,0  | 0,2     | 19 / 349  | 1       | Oposição |
| 1988 | 5.º | 314 031 | 5,8 / 100,0  | 0,4     | 21 / 349  | 2       | Oposição |
| 1991 | 7.º | 246 905 | 4,5 / 100,0  | 1,3     | 16 / 349  | 5       | Oposição |
| 1994 | 5.º | 342 988 | 6,2 / 100,0  | 1,7     | 22 / 349  | 6       | Oposição |
| 1998 | 3.º | 631 011 | 12,0 / 100,0 | 5,8     | 43 / 349  | 21      | Oposição |
| 2002 | 5.º | 444 854 | 8,4 / 100,0  | 3,6     | 30 / 349  | 13      | Oposição |
| 2006 | 6.º | 324 722 | 5,9 / 100,0  | 2,5     | 22 / 349  | 8       | Oposição |
| 2010 | 7.º | 334 053 | 5,6 / 100,0  | 0,3     | 19 / 349  | 3       | Oposição |
| 2014 | 6.º | 356 331 | 5,7 / 100,0  | 0,1     | 21 / 349  | 2       | Oposição |
| 2018 | 5.º | 481 491 | 7,9 / 100,0  | 2,2     | 28 / 349  | 7       | Oposição |
| 2019 | 5.º | 412 636 | 6,7 / 100,0  | 1,2     | 24 / 349  | 4       |          |

### Eleições europeias
| Data | CI. | Votos   | %            | +/- | Deputados    | +/-     |
| ---- | --- | ------- | ------------ | --- | ------------ | ------- |
| 1995 | 4.º | 346 764 | 12,9 / 100,0 |     | 3 / 22       |         |
| 1999 | 3.º | 400 073 | 15,8 / 100,0 | 2,9 | 3 / 22       | Estável |
| 2004 | 4.º | 321 344 | 12,8 / 100,0 | 3,0 | 2 / 19       | 1       |
| 2009 | 6.º | 179 222 | 5,7 / 100,0  | 7,1 | 1 / 181 / 20 | 1       |
| 2014 | 7.º | 234 272 | 6,3 / 100,0  | 0,6 | 1 / 20       | Estável |